# Vladimir Fortov
Vladimir Jevgenjevitj Fortov (ryska: Влади́мир Евге́ньевич Фо́ртов), född 23 januari 1946 i Noginsk, död 29 november 2020 i Moskva, var en rysk fysiker som mellan maj 2013 och mars 2017 var ordförande för Rysslands Vetenskapsakademi.

## Karriär
Fortov tog examen vid Moskvas institut för fysik och teknologi (ryska: Московский физико-технический институт) 1968 och 1971. Han doktorerade 1976 vid samma universitet och utnämndes 1982 till professor. Åren 1971 till 1986 arbetade han även vid Institutet för den kemiska fysikens problem (ryska: Институт проблем химической физики) i Tjernogolovka nära Moskva. 1986 blev Fortov anställd vid Förenade institutet för höga temperaturer (ryska: Объединённый институт высоких температур) i Moskva. 1992 utnämndes han till direktör för dess institution för termodynamik vid extrema tillstånd, och 2007 blev han direktör för hela institutet.
Åren 1993 till 1997 var Fortov ordförande för Ryska fonden för grundforskning (ryska: Российский фонд фундаментальных исследований). Mellan 1996 och 1998 var han minister för vetenskap och teknik i Rysslands regering.
Fortov blev fullvärdig medlem av Rysslands Vetenskapsakademi 1991. 29 maj 2013 valdes han till organisationens ordförande och gav då uttryck för intentionen att verka för minskad byråkrati och bättre samarbete mellan forskare och andra samhällsinstitutioner. Han utnämndes formellt till posten som ordförande 8 juli samma år. Mandatperioden som ordförande löpte ut i mars 2017.
Fortovs forskning har handlat om termodynamik, chockvågor och plasmafysik med tillämpningar inom rymdfart, elektrisk pulsgenerering och energiproduktion. 2013 tilldelades han utmärkelsen Global Energy Prize för forskning kring materialegenskaper vid extrema och tidigare outforskade termodynamiska tillstånd samt utveckling av elektriska impulsgeneratorer drivna av kraftiga chockvågor med tillämpningar inom strömbegränsning, simulering av blixtnedslag och energiomvandling. Priset delades med den japanske kemisten Akira Yoshino.

## Utmärkelser
- Ryska federationens statspris (1997)[4]
- European Physical Societys Hannes Alfvén-pris (2003)[9][13]
- Unescos Albert Einstein-medalj (2005)[9][14]
- Global Energy Prize (2013)[12]
- Fäderneslandets förtjänstorden av andra klassen (2016)[15]
- Asteroiden 3813 Fortov[16]